# Diocesi di Socotra

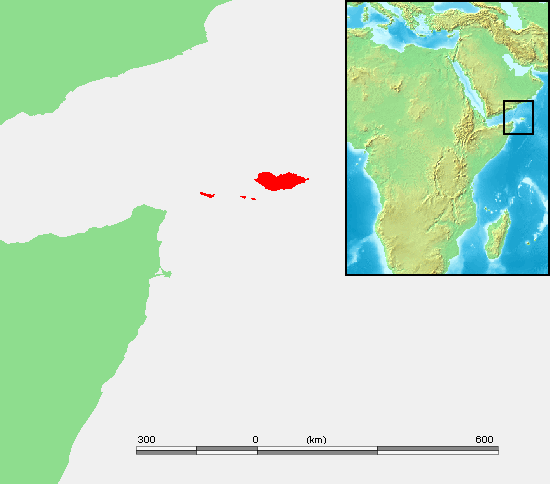
Localizzazione dell'isola di Socotra.

La diocesi di Socotra è un'antica sede episcopale della Chiesa d'Oriente, attestata dal IX al XIII secolo.

## Storia
La prima testimonianza certa di una presenza cristiana sull'isola di Socotra è contenuta nella Topografia cristiana di Cosma Indicopleuste, mercante, navigatore e cartografo di religione cristiana nestoriana, vissuto nel VI secolo. Nella sua opera descrive molte località, per averle viste e visitate personalmente tra il 520 e il 525. A Socotra riferisce della presenza di una numerosa comunità cristiana, che parla greco, ma i cui preti vengono consacrati in Persia. Alcuni geografi arabi riferiscono che, dopo la conquista dell'isola da parte del re Cosroe I, Socotra divenne un luogo di deportazione di molti prigionieri greci, che furono convertiti alla fede nestoriana.
Ignote sono le origini della diocesi di Socotra della Chiesa d'Oriente. Il primo vescovo documentato, Dua, risale solo alla fine del IX secolo. Elia di Damasco, noto anche con il nome di Elia ibn ʿUbayd, vissuto tra IX e X secolo, nel suo elenco delle metropolie e diocesi nestoriane, aggiunge anche la diocesi di Socotra, in quel momento suffraganea dell'arcidiocesi di Rew-Ardashir.
Sono noti altri due vescovi di Socotra. Secondo lo storico nestoriano Mari ibn Sulayman, un vescovo, di cui non fa il nome, fu consacrato per la comunità di Socotra dal patriarca Sabrisho III Zambur (1061-1072). Un altro vescovo, Ciriaco, prese parte nel novembre del 1281 alla consacrazione del patriarca Yab-Alaha III.
Nei casi di questi tre vescovi, la sede di Socotra è menzionata come semplice diocesi. Tuttavia, sulla comunità nestoriana di Socotra esiste anche l'importante testimonianza di Marco Polo. Nel suo Il Milione, descrive anche Socotra e parla dei cristiani residenti nell'isola, sottomessi all'autorità di un arcivescovo:
(Giovanni Battista Baldelli Boni, Il milione di Messer Marco Polo viniziano, Tomo II, Firenze, 1827 p. 452)
Secondo questa testimonianza, Socotra era una sede metropolitana nestoriana, i cui arcivescovi erano consacrati a Baghdad (Baldach) dal catholicos (Zatolic) della Chiesa d'Oriente. Marco Polo aggiunge che Socotra aveva una diocesi suffraganea, sulle isole Mascola e Femina (probabilmente le altre isole dell'arcipelago di Socotra), i cui abitanti erano tutti cristiani, con un proprio vescovo sottoposto a quello dell'isola di Soccotera. Socotra dunque, in un'epoca sconosciuta, venne elevata al rango di sede metropolitana, lo era ancora all'epoca di Marco Polo, ma perse questo rango poco dopo, poiché nel 1281 era una semplice diocesi.
Non si hanno altre notizie sulla diocesi nestoriana di Socotra, dove è ancora documentata una presenza cristiana nel XIV secolo secondo la testimonianza di geografi arabi, nel XVI secolo quando arrivarono i portoghesi, e nel XVII secolo.

## Cronotassi dei vescovi
- Dua † (menzionato nell'880)
- Anonimo † (menzionato tra il 1061 e il 1072)
- Ciriaco † (menzionato nel 1281)